# Albert Christoph Dies

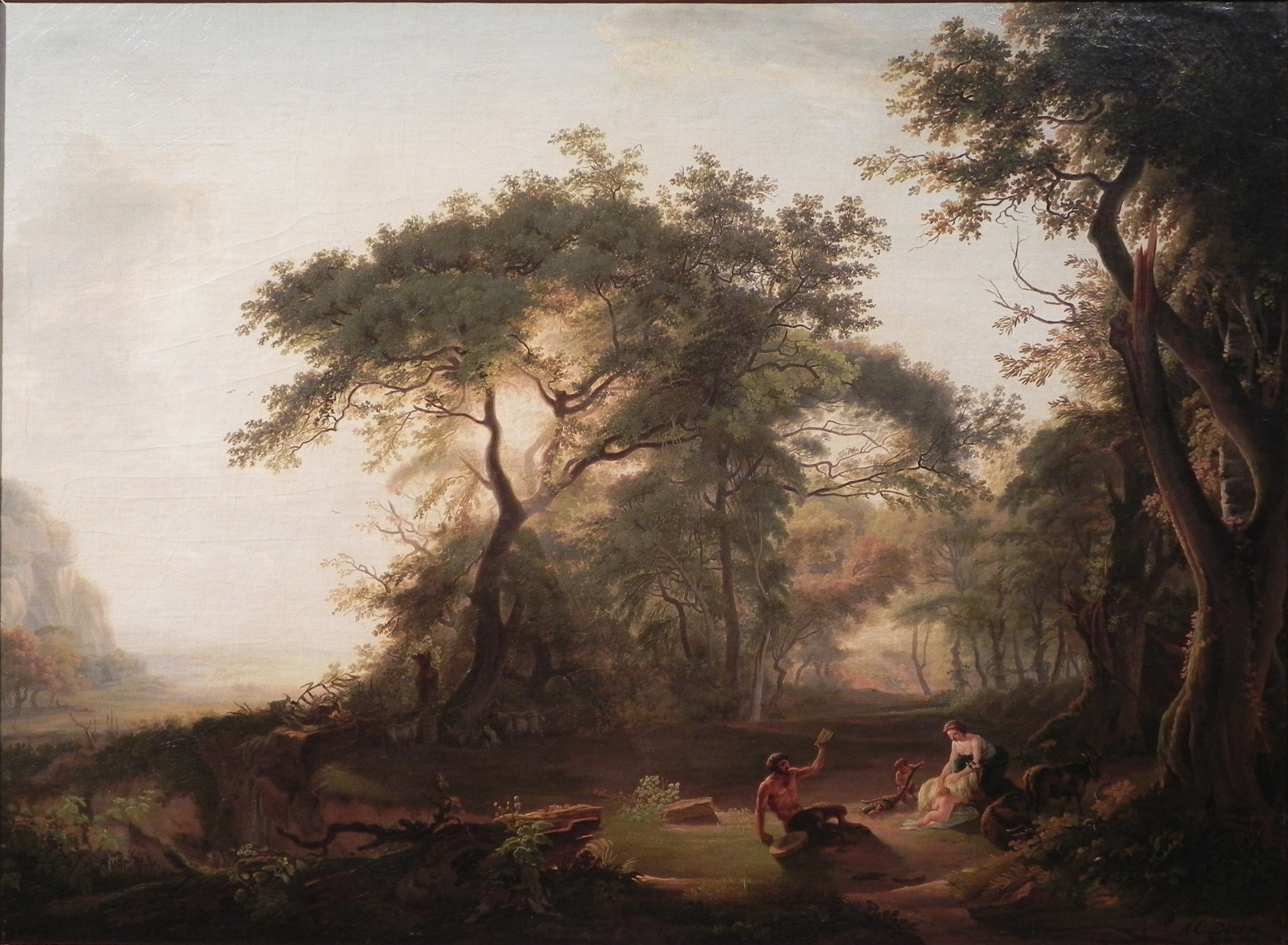
Landschaft mit der Erziehung des Jupiter, 1783

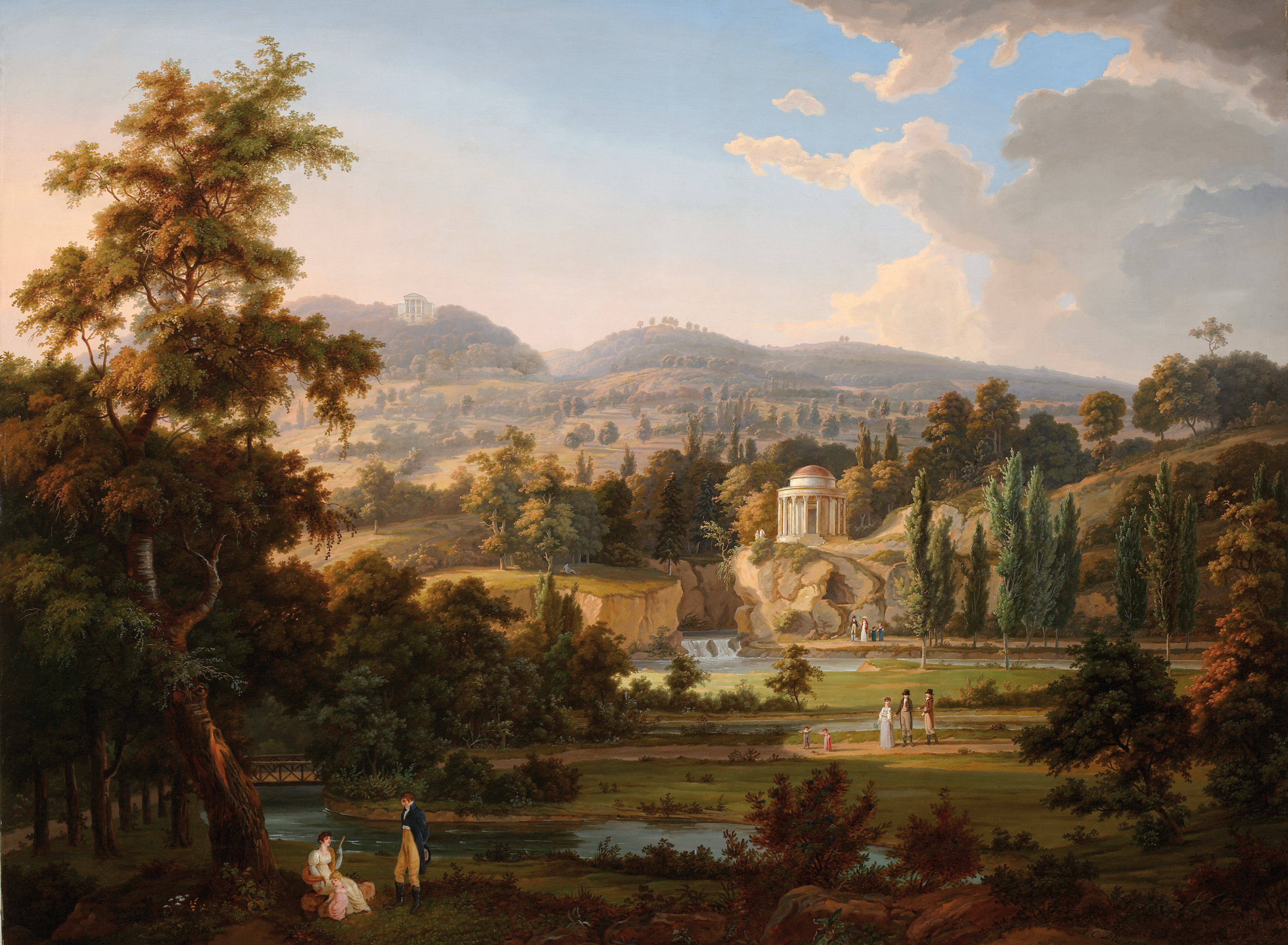
Leopoldinentempel mit Teich, 1807. Der Tempel steht im Park des Schlosses Esterházy in Eisenstadt.

Albert Christoph Dies (* 11. Februar 1755 in Hannover; † 29. Dezember 1822 in Wien) war ein deutscher Maler, Radierer und Biograf.

## Leben und Werk
Dies wurde 1755 in Hannover geboren. Er erhielt keine künstlerische Ausbildung im klassischen Sinn, sondern eignete sich seine Schaffensweise autodidaktisch an. 1775 übersiedelte er nach Rom. Er gehörte dem deutschen Künstlerkreis um Jakob Philipp Hackert an, auch Johann Christian Reinhart und Joseph Anton Koch zählten zu dieser Gruppe. Dies verfeinerte seine Kenntnisse durch Kopien von Gemälden, auch von Hackert, daneben auch von Claude Lorrain. Dies fertigte Auftragsarbeiten an, meistens Kolorierungen von Stichen, auch von Giovanni Battista Piranesi, um den Aufenthalt zu finanzieren. In den Jahren 1792 bis 1796 schuf er zusammen mit Reinhart und Jacob Wilhelm Mechau je eine Serie von 24 Mahlerisch radirten Prospecten von Italien. Diese besteht aus 72 einzelnen Radierungen und wurde bei Johann Friedrich Frauenholz in Nürnberg verlegt. Johann Wolfgang von Goethe erwähnt Dies in seiner Italienischen Reise als „geschickt“. 1797 übersiedelte er abermals, diesmal nach Wien. Dort wurde er vom Fürsten Esterházy als Galeriedirektor eingestellt. 1810 erschien eine der ersten Biografien über Joseph Haydn in der Camesinaischen Buchhandlung in Wien, verfasst von Dies, unter dem Titel Biographische Nachrichten von Joseph Haydn. Seine Gesundheit ließ gegen Lebensende stark nach, er starb 1822 in Wien.
Ein Aquarell von 1777 – dargestellt ist ein Weg bei Tivoli mit einer Landschaft auf der Rückseite – befindet sich in den Staatlichen Museen Kassel. Es hat das Format 30 × 48,6 cm und ist von ihm mit „A. C. Dies a Tivoli 1777“ signiert. Das Bild wird unter der Inventarnummer AZ 2053, Lfd. Nr. 5296 geführt.

## Schriften
- Biographische Nachrichten von Joseph Haydn. Nach mündlichen Erzählungen desselben. Camesinai, Wien, 1810, Digitalisat: urn:nbn:de:bvb:12-bsb10600111-4.